# بنتازون
بنتازون هي مادة كيميائية تنتمي إلى فئة مركبات الثياديازين من المواد الكيميائية، وتنتجها شركة باسف للكيماويات لاستخدامها في مبيدات الأعشاب. يتوفر مركب بنتازون الصوديوم تجاريًا تحت عدة أسماء من بينها باساغران، وهيرباتوكس، وليدر، ولادوك، ويكون على هيئة مادة بنية اللون قليلاً.

## الاستخدام
يُعتبر البنتازون مبيد أعشاب انتقائي لأنه يضر فقط بالنباتات غير القادرة على استقلاب المادة الكيميائية، ويعتبر آمنًا للاستخدام في محاصيل البرسيم، والبقوليات (باستثناء حبوب الحمص)، والذرة، والفول السوداني، والبازلاء (باستثناء البازلاء السوداء)، والفلفل، والنعناع، والأرز، والذرة الرفيعة، وفول الصويا، وكذلك المروج والحقول العشبية.
يُستخدم البنتازون عادةً عن طريق رش المحاصيل جويًا، أو من خلال الرش بالتماس على المحاصيل الغذائية للسيطرة على انتشار الأعشاب الضارة التي تظهر بين المحاصيل الغذائية. ويجب إبقاء مبيدات الأعشاب التي تحتوي على البنتازون بعيدًا عن درجات الحرارة العالية لأنها في حال تعرضها لدرجات الحرارة العالية تطلق أبخرة الكبريت والنيتروجين السامة.
تسمح الولايات المتحدة الأمريكية باستخدام مبيدات الأعشاب التي تحتوي على البنتازون وفقًا للمتطلبات التي تنص عليها وكالة حماية البيئة الأمريكية. ولكن بدءًا من سبتمبر 2010 كانت مبيدات الأعشاب باساغران م60، وباساغران دي إف، وباساغران إيه جي، ولادوك 5إل، وبرومبت 5إل قيد المراجعة لإلغاء التسجيل الطوعي.